# Lake Colorado City
Lake Colorado City – jednostka osadnicza w Stanach Zjednoczonych, w stanie Teksas, w hrabstwie Mitchell.